# Lucia Klocová
Lucia Hrivnák Klocová (Martin, 20 novembre 1983) è una mezzofondista slovacca.

## Palmarès
| Anno | Manifestazione    | Sede           | Evento       | Risultato  | Prestazione | Note                                     |
| ---- | ----------------- | -------------- | ------------ | ---------- | ----------- | ---------------------------------------- |
| 2000 | Mondiali juniores | Santiago       | 800 m piani  | Bronzo     | 2'04"00     |                                          |
| 2001 | Europei juniores  | Grosseto       | 800 m piani  | Oro        | 2'03"76     |                                          |
| 2002 | Mondiali juniores | Kingston       | 800 m piani  | Argento    | 2'01"73     |                                          |
| 2003 | Europei under 23  | Bydgoszcz      | 800 m piani  | Argento    | 2'05"02     |                                          |
| 2003 | Mondiali          | Parigi         | 800 m piani  | Semifinale | 2'00"73     |                                          |
| 2004 | Olimpiadi         | Atene          | 800 m piani  | Semifinale | 2'00"79     |                                          |
| 2005 | Europei under 23  | Erfurt         | 800 m piani  | 5ª         | 2'06"40     |                                          |
| 2005 | Mondiali          | Helsinki       | 800 m piani  | Semifinale | 2'00"64     |                                          |
| 2006 | Europei           | Göteborg       | 800 m piani  | Semifinale | 2'00"63     |                                          |
| 2007 | Mondiali          | Osaka          | 800 m piani  | Semifinale | 1'58"62     | Miglior prestazione personale            |
| 2008 | Olimpiadi         | Pechino        | 800 m piani  | Semifinale | 1'58"80     |                                          |
| 2009 | Mondiali          | Berlino        | 800 m piani  | Semifinale | 2'01"56     |                                          |
| 2010 | Europei           | Barcellona     | 800 m piani  | Bronzo     | 1'59"48     |                                          |
| 2011 | Mondiali          | Taegu          | 800 m piani  | Semifinale | 2'01"85     |                                          |
| 2012 | Europei           | Helsinki       | 800 m piani  | 6ª         | 2'01"38     |                                          |
| 2012 | Olimpiadi         | Londra         | 1500 m piani | 5ª         | 4'12"64     |                                          |
| 2014 | Europei           | Zurigo         | 1500 m piani | Batteria   | 4'14"77     |                                          |
| 2015 | Mondiali          | Pechino        | 800 m piani  | Semifinale | 1'59"14     | Miglior prestazione personale stagionale |
| 2016 | Europei           | Amsterdam      | 1500 m piani | 10ª        | 4'35"61     |                                          |
| 2016 | Giochi olimpici   | Rio de Janeiro | 800 m piani  | Batteria   | 2'00"57     | Miglior prestazione personale stagionale |